# Omicrabulus arabicus
Omicrabulus arabicus är en stekelart som beskrevs av Gusenleitner 2002. Omicrabulus arabicus ingår i släktet Omicrabulus och familjen Eumenidae. Inga underarter finns listade i Catalogue of Life.